# Società Sportiva Barletta 1972-1973
Questa pagina raccoglie le informazioni riguardanti la Società Sportiva Barletta nelle competizioni ufficiali della stagione 1972-1973.

## Rosa
| N. |                   | Ruolo | Calciatore            |
| -- | ----------------- | ----- | --------------------- |
|    | Italia (bandiera) | C     | Michele Alemanno      |
|    | Italia (bandiera) | C     | Filippo Amici         |
|    | Italia (bandiera) | P     | Biagio Birtolo        |
|    | Italia (bandiera) | C     | Enrico Capoferri      |
|    | Italia (bandiera) | C     | Paolo Cariati         |
|    | Italia (bandiera) | D     | Nazzareno Colecchia   |
|    | Italia (bandiera) | C     | Giacomo Dell Sorbo    |
|    | Italia (bandiera) | D     | Emanuele Di Benedetto |
|    | Italia (bandiera) | A     | Gaetano Del Sorbo     |
|    | Italia (bandiera) | P     | Carmine Di Paola      |
|    | Italia (bandiera) | C     | Luigi Ferioli         |

| N. |                   | Ruolo | Calciatore          |
| -- | ----------------- | ----- | ------------------- |
|    | Italia (bandiera) | P     | Michele Filannino   |
|    | Italia (bandiera) |       | Antonio Frappampina |
|    | Italia (bandiera) |       | Giannini            |
|    | Italia (bandiera) | C     | Vito Iosche         |
|    | Italia (bandiera) | A     | Walter Lesiuk       |
|    | Italia (bandiera) | A     | Luigi Lobascio      |
|    | Italia (bandiera) | C     | Claudio Mannocci    |
|    | Italia (bandiera) | D     | Angelo Milillo      |
|    | Italia (bandiera) | A     | Giovanni Roccotelli |
|    | Italia (bandiera) | A     | Antonio Rossi       |
|    | Italia (bandiera) |       | Vaccariello         |